# إلكين كال
إلكين كال (26 مايو 1980 بميديلين في كولومبيا - ) هو لاعب كرة قدم كولومبي في مركز الظهير. شارك مع منتخب كولومبيا لكرة القدم. أما مع النوادي، فقد لعب مع أتلتيكو ناسيونال وأتليتيكو هويلا وأونس كالداس وإنديبندينتي ميديلين وتيرو فيديرال وديبورتيفو كالي ونادي إنفيغادو وديبورتيفو بيريرا وكوكوتا ديبورتيفو ‏.